# Pharnakes II. (Phrygien)
Pharnakes (elamisch: Parnaka, altpersisch: Farnaka, altgriechisch Φαρνάκης; † nach 422 v. Chr.), Sohn des Pharnabazos aus der Familie der Pharnakiden, war ein Statthalter (Satrap) im persischen Großreich der Achämeniden.
Pharnakes war der Statthalter der Provinz Phrygien mit der Residenz Daskyleion, in der er noch vor dem Jahr 430 v. Chr. seinem Vater nachfolgte. Gegen Ende des Sommers 430 v. Chr., des zweiten Jahres des Peloponnesischen Krieges, sollte eine aus Aristheus von Korinth, den Lakedaimoniern Anaristos, Nikolaos, Stratodemos, dem Tegeaten Timagoras und dem Argiver Polos bestehende Gesandtschaft nach Asien an den Hof zu Susa reisen, um für Sparta einen Bündnisvertrag mit dem persischen Großkönig Artaxerxes I. auszuhandeln. Es galt, Artaxerxes davon zu überzeugen, an der Seite Spartas am Peloponnesischen Krieg teilzunehmen. Zuerst begaben sich die Gesandten jedoch zu Sitalkes, um auch diesen in ihr Interesse zu ziehen, damit Potidaia vom attischen Belagerungsheer befreit würde und sie selbst unter seinem Schutz sicher über den Hellespont zu Pharnakes gehen könnten, der sie zum König geleiten sollte. Sitalkes nahm aber nach dem Verrat des Abderiten Nymphodoros die Gesandten bei Bisantha am Hellespont gefangen und schickte sie nach Attika, wo sie bald hingerichtet wurden. So war Pharnakes damals nicht imstande, sich um die Spartaner verdient zu machen. Letztmals wird er für den Winter 423/422 v. Chr. genannt, als er dem heimatlos gewordenen Volk von Delos, das von Athen von seiner Insel vertrieben worden war, in der kleinasiatischen Stadt Adramyttion eine neue Heimat gab.
Pharnakes hatte zwei Söhne. Der ältere war Pharnabazos, der ihm spätestens 413 v. Chr. als Statthalter in Daskyleion nachfolgte. Der jüngere war Magaios, welcher zusammen mit seinem Onkel (Pharnakas’ Bruder) Susamithres als Mörder des Alkibiades gilt.
Aristoteles wusste zu berichten, dass ein Pharnakes, Vater des Pharnabazos, neun aus Syrien stammende Maultiere in Phrygien einführte.